# Роршах (Хранители)
Ро́ршах (англ. Rorschach; настоящее имя — Уолтер Джозеф Ко́вач, Walter Joseph Kovacs) — персонаж комиксов «Хранители» от издательства DC Comics.

## Биография
Уолтер родился 21 марта 1940 года. Родителями Уолтера Ковача являются Сильвия Ковач, урождённая Глик, которая была проституткой, и некий мужчина по имени Чарли, фамилия неизвестна.
Его мать часто проявляла жестокость к сыну, видимо, из-за того, что была вынуждена заниматься проституцией именно для того, чтобы содержать его. Уолтер многократно становился свидетелем сношений матери с её клиентами, которые его часто избивали.
В июле 1951 года произошел инцидент, в ходе которого Уолтер напал на двух мальчиков старше его, частично ослепив одного из них сигаретой. После этого инцидента служба опеки узнала об ужасных условиях жизни в семье, Уолтера забрали у Сильвии, и он был отправлен в детский дом имени Лиллиан Чарлтон для проблемных подростков, где находился до 1956 года. Отличился успехами в литературе и религии, а также незаурядными способностями в гимнастике и боксе. Успехи в религии и литературе оказали влияние на его мировоззрение в дальнейшем, в частности на представления о справедливости и добре и зле.
После ухода из приюта в 16 лет Ковач получил работу в магазине одежды, которую он нашёл «неприятной, но терпимой». Позже именно здесь он взял ткань, послужившую ему маской, которую он считает своим истинным «лицом». Эта ткань получена с помощью технологий Доктора Манхэттена. В передней части маски находятся две вязкие жидкости — чёрная и белая между двумя слоями латекса. Жидкости постоянно смещаются, реагируя на температуру и давление и формируя симметричные пятна, как для теста Роршаха. Жидкости никогда не смешиваются и не образуют серый цвет.
Два года спустя, в марте 1964 года, Уолтер по пути на работу прочёл в газете об изнасиловании и убийстве Китти Дженовезе. Разозлившись, что соседи ничего не предприняли, Ковач разочаровался в людях и решил, что всем людям присущ эгоизм. После истории с Китти он вернулся домой, сделал себе «лицо» из ткани, которую он взял со своей работы, и стал борцом с преступностью под псевдонимом «Роршах». Первоначально он оставлял преступников в живых, чтобы тех смогла арестовать полиция. В середине 1960-х он объединился с Ночным Филином II, и их партнерство оказалось весьма успешным. Время, когда они работали вместе, Роршах считал лучшим в своей жизни.
В 1975 году Ковач проводил расследование пропажи маленькой девочки по имени Блэр Рош, пообещав её родителям, что вернет её живой и здоровой. Он нашёл адрес швейного магазина, в котором он нашёл белье девочки внутри печи и двух собак, грызущих человеческие кости. Будучи убеждённым, что мужчина по имени Джеральд Грис убил девочку и скормил её останки собакам, Ковач дождался его прибытия, кинул в Гриса к тому моменту уже убитых Роршахом собак и после связал его. Грис настаивал, что не убивал Блэр, но Ковач полил его керосином и поджег. В тот день психологическое состояние Уолтера пошатнулось, после чего он полностью изменил свои взгляды на мир, а его сознание пережило деформацию, после чего Уолтер превратился в «Роршаха».
Когда в 1977 году был принят закон, запрещающий борцов с преступностью и супергероев, Роршах оставил в полицейском участке труп с запиской, в которой было лишь одно слово — «Никогда!»
К 1985 году Роршах остался единственным активным неправительственным борцом с преступностью, в отличие от Комедианта и Доктора Манхэттена, которые работали на Правительство США.
Роршах берётся за расследование смерти Эдварда Блейка (Комедианта) и узнаёт, что он — один из двух героев, действующих под началом правительства. Ковач считает, что кто-то начал охоту на бывших героев в костюмах. Его подозрения только подтверждаются, когда Доктор Манхэттен покидает страну, а Адриан Вейдт, бывший Озимандия, становится как-то связан с гибелью Блейка.
Роршах допрашивает Молоха, бывшего злодея, который неожиданно появился на похоронах Блейка, и Молох рассказывает ему то немногое, что знал. Позже он получает записку от Молоха, в которой он приглашает его прийти за дополнительной информацией, и Роршаха хватает полиция, как только он попадает в квартиру Молоха.
Роршаха отправляют в тюрьму, где большинство заключённых попали туда так или иначе с его помощью, в том числе Большая Шишка — карлик, который является авторитетом в тюрьме и больше всех жаждет крови Роршаха. Во время его пребывания в тюрьме Ковач беседует с психологом, Малкольмом Лонгом, который хочет спасти Роршаха от мести заключённых и предлагает помощь в реабилитации, но Роршах рассказывает ему историю, которая поменяла его мировоззрение. Тюремный психолог понимает, что не сможет помочь Роршаху. Во время обеда на Роршаха пытается напасть один из заключённых, держа в руках заточку, но Ковач хладнокровно отбивает нападение и обливает лицо заключённого кипящим маслом. После того как заключенный умирает, в тюрьме вспыхивает бунт — каждый хочет добраться до Роршаха. Телохранители Большой Шишки пытаются его убить, но в итоге Роршах сам убивает их без особого труда. Ночной Филин II и Шелковый Призрак II в конце концов помогают ему выбраться из тюрьмы и принимают его маску вместо лица, понимая, насколько сильно это его сломило.
Доктор Манхэттен, вернувшись на Землю, забирает Лори Юспешик и отправляется с ней на Марс, а Роршах и Ночной Филин II пытаются узнать, кто совершил покушение на Адриана Вейдта. Они узнают название компании — Pyramid Deliveries — и проникают в офис Вейдта. Филин верно вводит пароль, и они узнают, что Вейдт сбежал. Роршах, который ведёт свой дневник на протяжении всего романа, делает последнюю запись о том, что за всё, что случится дальше, несёт ответственность Вейдт, и кладёт журнал в почтовый ящик.
Ночной Филин и Роршах вылетают в Антарктиду. Они узнают истинные мотивы Вейдта и узнают о его заговоре — объединить мир, находящийся в преддверии ядерной войны, против одного общего врага, уничтожив для этого миллионы людей. Он сообщает, что привёл свой план в действие ещё до их прибытия. Доктор Манхэттен и Шелковый Призрак прибывают обратно на Землю и видят разрушенный взрывом Нью-Йорк. Несмотря на ужас после случившегося, Ночной Филин, Шелковый Призрак и Доктор Манхэттен согласны умолчать о том, кто устроил взрыв, так как Соединённые Штаты уже подписали мирный договор с Советским Союзом, Роршах отказывается сотрудничать и утаивать правду и намеревается вернуться в США и рассказать, но Доктор Манхэттен убивает его.
В финальных сценах комикса дневник Роршаха оказался в редакции в одной из правоориентированных газет. Редактор поручает своему помощнику найти тему, чтобы заполнить две страницы пространства в номере, помощник тянется к корзинке для входящей корреспонденции, в которой лежит дневник Роршаха. На этом история заканчивается и результат остаётся в воображении читателя.
В 2014 году компания DC выпускает серию комиксов под названием «Before Watchmen». В ней описываются приключение знакомых героев до событий с Озимандия. Роршаху было выделено 4 отдельных выпуска. В них рассказывается о том, как Уолтер пытается обезвредить главаря преступной группировки «Страшилу». Также параллельно рассказывается о маньяке по имени «Поэт», убивающим девушек и оставляющим на их теле надписи скальпелем. В то время, как Роршах сосредоточен на поимке Страшилы, он позволяет маньяку работать безнаказанно и даже частично помогает ему найти новую жертву. В целом, серия комиксов «Хранители: пролог» вызывала неоднозначные оценки критиков.

## Личность
В детстве он описан как замкнутый, но преуспевающий в литературе, математике и религиоведении. Но после издевательств других детей и расследования дела о пропавшей девочке, которую изнасиловали и убили, а тело отдали на съедение собакам, у Уолтера Ковача проявились некоторые психические расстройства, например, он считает свою маску своим истинным лицом. Мур изображает Роршаха как морально бескомпромиссного человека. Любимая фраза Роршаха — «Никаких компромиссов, даже перед лицом Армагеддона». После того, как супергерои были объявлены вне закона, Роршах всё равно продолжал бороться с преступностью своими методами в одиночку.
По словам Алана Мура, имя персонажа Уолтер Ковач было навеяно тенденцией Стива Дитко давать своим героям имена, начинающиеся на букву «К». Кроме этого, в интервью BBC он заявляет, Роршах был создан как способ изучения того, как архетип супергероя с твёрдыми моральными принципами, вроде Бэтмена, мог бы существовать в реальном мире. Он говорит, что краткая характеристика персонажа — «высокоактивный социопат».

## Силы и способности
Как и все остальные члены Хранителей, за исключением Доктора Манхэттена, Роршах не обладает сверхъестественными способностями. Все его боевые навыки основаны на физической силе и многолетних тренировках. Несмотря на его психическую нестабильность, Роршах был описан Ночным Филином как «блестящий и непредсказуемый тактик». Он превосходно разбирается в приемах уличной борьбы, гимнастике, боксе и боевых искусствах. Его детективные навыки также очень высоки — находит тайник с костюмом Комедианта в квартире Блейка и определяет, что Блейка убили, задолго до того, как это смогли определить полицейские детективы.
Кроме того, Роршах чрезвычайно изобретателен, приспосабливая обычные бытовые предметы в качестве оружия:
- Баллон с лаком для волос вместе с зажигалкой для создания импровизированного огнемёта, чтобы поджечь одного полицейского и чёрный перец, чтобы временно ослепить другого, стреляет альпинистским крюком из газового пистолета, тяжело раня ещё одного полицейского[5].
- С помощью ёмкости с кипящим маслом смертельно ранит преступника[6].
- Используя свою одежду, связывает заключённого, тем самым блокируя проход и вынуждая других преступников убить связанного товарища[7].
- Использовал вешалку в качестве измерительного прибора и другие предметы в качестве оружия: вилку, унитаз, пиджак, сигареты.

## Экипировка
Маска Роршаха
Визитная карточка супергероя. Она не просто скрывает настоящее лицо героя, но, по мнению Уолтера, и является его настоящим лицом. Маска сделана из особого материала, разработанного доктором Манхэттеном в 1960-х годах. В его основу лёг латексный материал и особое вещество, меняющее форму под воздействием температуры и давления. Этот материал попал к Ковачу во время работы на швейной фабрике. Изначально из него нужно было сделать платье: Роршах его сделал, но платье не понравилось заказчице, поэтому Ковач решил воспользоваться материалом для других целей. Формы, которые создавало вещество, напоминали ему о тесте Германа Роршаха: они были так же симметричны и контрастны.
Одежда Роршаха
Неизменной одеждой Роршаха является длинный плащ, шляпа, брюки и ботинки. В таком образе он появляется как на страницах комикса «Хранители», так и в «Хранители: пролог».
Фонарь
При нём всегда есть вечно неисправный фонарь, чтобы осматривать тёмные уголки.
Крюк-пистолет
Одним из немногих постоянных подручных предметов Роршаха является его крюк-пистолет. Он был спроектирован и создан его другом Ночным Филином ещё до приключений в их команде. Пистолет является газовым и выстреливает крюком на большие расстояния. С его помощью Роршах проникает во многие места, а также использует в качестве оружия.
Дневник Роршаха — его философские заметки о событиях в мире, людях и приключениях. Часто повествование в комиксе ведётся именно отрывками из дневника. Перед путешествием в Антарктиду, где закончилась жизнь Уолтера, он отправляет свой журнал в СМИ и его приключения становятся достоянием общественности.
Записка
Одной из визитных карточек Роршаха являются его записки. На них нарисована симметричная фигура, напоминающая фигуры из психологического теста Роршаха. Уолтер часто оставляет эти записки в тех местах, где вершил правосудие, показывая таким образом общественности и преступникам, что здесь поработал именно он.

## В других комиксах
- В выпуске мини-серии Kingdom Come #2 в 1996 году, Роршах появляется в качестве второстепенного персонажа во время победы над супергероем Brother Power the Geek. Так же он был замечен стоящим рядом с супергероями Вопросом и Обсидианом, во время сцен, когда Супермен приходит в бар для сверхлюдей.
- Появляется в камео в Astonishing X-Men vol. 3 #6, пробегающим во время одной из сцен беспорядков.
- Был показан в промоработах Арта Адамса к Countdown to Final Crisis: Arena, где был избит Бэтменом из серии The Dark Knight Returns Фрэнка Миллера. Однако, DC Comics решила опустить серию The Dark Knight Returns из Countdown to Final Crisis: Arena и эпизод с Роршахом тоже.
- В серии о Дэдпуле из четырёх частей, написанной Марком Уэйдом в 1994 году, в сцене, когда у Дэдпула исчезает маска, он пародирует Роршаха и кричит «Моё лицо! Верните мне моё лицо!».
- Стив Дитко описал Роршаха как «Мистер А, только сумасшедший».

## Вне комиксов

### Фильм

Джеки Эрл Хейли в роли Роршаха, промофото фильма «Хранители».

Актёр Джеки Эрл Хейли исполняет роль персонажа в экранизации. Юного Уолтера Ковача в воспоминаниях играл Элай Снайдер, сын Зака Снайдера, режиссёра фильма. Роршах в фильме немного отличается от комикс-персонажа: он использует мясной нож, чтобы убить убийцу маленькой девочки, а также не одобряет отношений Дэна Драйберга и Лори Юспешик.

### Видеоигры
В компьютерной игре Watchmen: The End Is Nigh и Watchmen: The End Is Nigh Part 2 Роршах является партнером Ночного Филина II и озвучен актёром, сыгравшим его в полнометражном фильме — Джеки Эрл Хейли.

## Создание персонажа
Прототипом Роршаха также как и других супергероев из «Хранителей» стали персонажи Charlton Comics, в данном случае Вопрос, ставший потом персонажем вселенной DC и Мистер А.

## Критика и отзывы
- Роршах занял 16 место в списке 50 лучших персонажей комиксов по версии журнала Empire[10].
- Персонаж получил 6 место в списке 200 лучших персонажей комиксов всех времён по версии журнала Wizard[11].
- В мае 2011 года Роршах занял 16 место в списке «Сто лучших персонажей комиксов всех времён» по версии IGN[12].